# Hakea rostrata
Hakea rostrata (лат.) — кустарник, вид рода Хакея (Hakea) семейства Протейные (Proteaceae). Произрастает в Южной Австралии и Виктории.

## Ботаническое описание
Hakea rostrata — кустарник высотой до 1–4 м. Веточки и молодые листья — опушённые с волосками, прилежащими к веточке или листу. Восходящие вверх листья округлые в сечении, 2–15 см в длину и 0,8–1,7 мм в ширину и не имеют желобков. Соцветие состоит из 1–10 цветков на шиповидном стебельке. Цветоножка длиной 2,5–6,5 мм и густо опушённая. Околоцветник длиной 3,5–5,5 мм, волосистый у основания. Длина пестика 7,8–11,5 мм. Плод расположен почти под прямым углом к стеблю, имеет сигмовидную форму, длину 2,2–4,5 см и ширину 1,8–3,2 см. Плод грубоморщинистый, иногда мелкочерноватый. Клюв узкий, длиной 7–14 мм, прижат к брюшку плода со слабовыраженными рогами. Семя не занимает всю поверхность клапана и является чёрным с более светлой вершиной. В Виктории цветёт с июля по ноябрь.

## Таксономия
Вид Hakea rostrata был назван немецким ботаником Фердинандом фон Мюллером в 1853 году, но он не смог формально описать новый вид. Описание вида было сделано Карлом Мейсснером в 1854 году. Видовой эпитет — от латинского слова rostratum, означающего «клюв».

## Распространение и местообитание
В Виктории вид встречается в пустошах на западе и юго-западе, в основном на песчаных почвах. В Виктории, где H. rostrata и H. rugosa растут вместе, Hakea rostrata можно отличить от H. rugosa по его изогнутым, а не прямым листьям, изогнутому, а не прямому столбику и более крупным плодам.